# Ван Нистелрой, Руд
Рю́тгерюс Йоха́ннес Марти́ниюс ван Ни́стелрой (нидерл. Rutgerus Johannes Martinius van Nistelrooij, [ˈryt fɑn ˈnɪstəlroːi̯] (слушать)о файле; род. 1 июля 1976, Осс, Нидерланды), более известный как Руд ван Ни́стелрой (нидерл. Ruud van Nistelrooij) — нидерландский футболист, нападающий, бывший игрок сборной Нидерландов. На клубном уровне выступал за нидерландские клубы «Ден Босх», «Херенвен» и ПСВ, английский «Манчестер Юнайтед», испанские «Реал Мадрид» и «Малага», а также немецкий «Гамбург». После окончания игровой карьеры — тренер.
Ван Нистелрой считается одним из лучших нападающих своего поколения. Он становился победителем и лучшим бомбардиром чемпионатов Нидерландов, Англии и Испании. Также становился обладателем наград «Футболист года в Нидерландах» (дважды), «Игрок сезона английской Премьер-лиги», «Игрок года по версии футболистов ПФА», «Игрок года по версии болельщиков ПФА». Включён в ФИФА 100.
В 1998—2011 годах выступал в составе сборной Нидерландов, входит в десятку лучших бомбардиров в истории сборной. Сыграл на двух чемпионатах Европы (2004, 2008) и одном чемпионате мира (2006). По итогам чемпионата Европы 2004 года вошёл в символическую сборную турнира.

## Футбольная карьера

### «Херенвен»
В 1997 году перешёл в клуб первого дивизиона «Херенвен». В сезоне 1997/98 на позиции центрфорварда забил 13 мячей в 31 матче.

### ПСВ
1 июля 1998 года, в день своего 22-летия, ван Нистелрой подписал контракт с ПСВ из Эйндховена перейдя в этот клуб из «Херенвена» за €6,3 млн, что на тот момент стало рекордным трансфером между нидерландскими командами. 12 августа 1998 года нападающий дебютировал за ПСВ в квалификационном матче Лиги чемпионов против словенского «Марибора». Через четыре дня после дебюта ван Нистелрой выиграл первый трофей в составе ПСВ (и первый в своей профессиональной карьере), вместе с командой одержав победу в Суперкубке Нидерландов над «Аяксом». 26 августа ван Нистелрой забил первый гол за ПСВ, отличившись в ответном матче с «Марибором», а также сделал голевую передачу на Арнольда Брюггинка, что позволило его команде выйти в групповой этап турнира. Уже 29 августа нападающий забил первый гол за «красно-белых» в чемпионате Нидерландов, поразив ворота своего бывшего клуба «Херенвена», однако его команда уступила со счётом 1:2. 25 ноября 1998 года ван Нистелрой сделал хет-трик в ворота финского клуба ХИК в матче группового этапа Лиги чемпионов, чего нидерландским футболистам не удавалось на протяжении пяти предыдущих сезонов. Несмотря на то, что ПСВ завершил сезон лишь на 3-м месте в турнирной таблице, ван Нистелрой стал лучшим бомбардиром чемпионата, забив за сезон 31 гол (в том числе отметившись хет-триком в ворота роттердамской «Спарты»), и был признан лучшим футболистом сезона.
В начале следующего сезона ван Нистелрой сумел забить 19 голов в первых двенадцати турах чемпионата, отметившись хет-триками в ворота клубов «МВВ Маастрихт», «Виллем II» и «Спарта». 15 декабря 1999 года нападающий также забил три гола в ворота «Аякса», а 10 февраля 2000 года вновь отличился хет-триком в ворота амстердамцев. Благодаря своей результативной игре ван Нистелрой сумел обратить на себя внимание скаутов и тренерского штаба «Манчестер Юнайтед». 21 апреля 2000 года клубы достигли договорённости о переходе нападающего в летнее трансферное окно за рекордную сумму в £18,5 млн. Однако 25 апреля было объявлено о том, что трансфер нападающего отложен из-за выявленных в ходе прохождения медосмотра проблем с коленом. Переход ван Нистелроя был отменён после того, как ПСВ отказался от дальнейших медицинских тестов. 27 апреля на открытой тренировке ПСВ ван Нистелрой получил разрыв передней крестообразной связки колена, из-за чего был вынужден пропустить остаток сезона и большую часть следующего. Несмотря на полученную травму, нападающий с 29 голами вновь стал лучшим бомбардиром чемпионата Нидерландов и второй год подряд получил приз лучшему футболисту сезона.
3 марта 2001 года ван Нистелрой провёл первый матч за ПСВ после восстановления от травмы, отыграв 64 минуты матча против клуба «Рода». 31 марта его дубль принёс «красно-белым» победу над «Твенте» в матче очередного тура чемпионата Нидерландов. 11 апреля ван Нистелрой забил два гола «Херенвену» в полуфинале Кубка Нидерландов, эти голы стали последними для нападающего в составе ПСВ. Свой последний матч за клуб ван Нистелрой провёл 24 мая 2001 года в финале национального кубка против «Твенте». Игра закончилась поражением ПСВ в серии послематчевых пенальти, несмотря на то, что сам ван Нистелрой свой удар реализовал.

### «Манчестер Юнайтед»

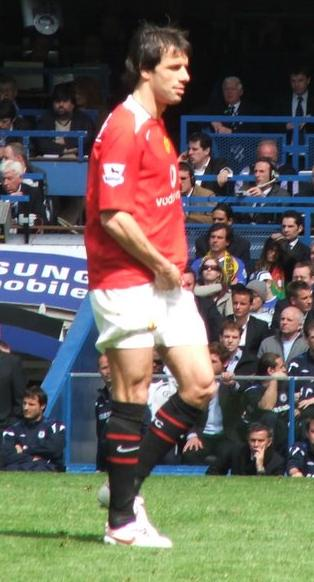
Руд ван Нистелрой в составе «Манчестер Юнайтед»

23 апреля 2001 года «Манчестер Юнайтед» объявил о подписании пятилетнего контракта с ван Нистелроем, который присоединился к команде во время летней паузы. Сумма трансфера составила £19 млн. и на тот момент стала рекордной для английского футбола. 12 августа нападающий дебютировал за новый клуб в матче за Суперкубок Англии против «Ливерпуля» и в этом же матче забил первый гол за «Манчестер Юнайтед», однако матч закончился поражением «красных дьяволов» со счётом 1:2.
19 августа 2001 года ван Нистелрой провёл первый матч на «Олд Траффорд» в рамках первого тура нового сезона английской Премьер-лиги против «Фулхэма», где отметился дублем и помог «Манчестер Юнайтед» одержать победу со счётом 3:2. С 12 декабря 2001 года по 19 января 2002 года нападающий сумел отличиться забитыми голами на протяжении восьми матчей Премьер-лиги подряд, установив новый рекорд чемпионата, ранее принадлежавший Алану Ширеру и Тьерри Анри. 22 декабря 2001 года отметился первым хет-триком в Премьер-лиге, забив три гола в ворота «Саутгемпотона» (матч завершился со счётом 6:1). В целом по итогам сезона ван Нистелрой забил 23 гола в 32 матчах Премьер-лиги, став вторым бомбардиром чемпионата после Тьерри Анри, забившего на один гол больше. Болельщики «Манчестер Юнайтед» признали нидерландца лучшим игроком сезона. Также он был признан игроком года по версии футболистов ПФА и игроком года по версии болельщиков ПФА. В Лиге чемпионов ван Нистелрой отличился 10 забитыми голами и помог команде дойти до полуфинала турнира, а также стал лучшим его бомбардиром.
В сезоне 2002/03 ван Нистелрой стал лучшим бомбардиром Премьер-лиги, забив 25 голов в 34 матчах, в том числе оформив хет-трики в ворота «Ньюкасл Юнайтед» (23 ноября), «Фулхэма» (22 марта) и «Чарльтон Атлетик» (3 мая). Особенно результативно нападающий провёл концовку сезона, забив 13 голов в восьми последних турах чемпионата, чем помог «Манчестер Юнайтед» завоевать чемпионский титул. Помимо этого ван Нистелрой второй год подряд был удостоен приза сэра Мэтта Басби лучшему игроку сезона в «Манчестер Юнайтед» и был признан игроком сезона английской Премьер-лиги. В Лиге чемпионов нападающий отметился 14 забитыми голами в десяти из одиннадцати сыгранных матчей, вновь став лучшим бомбардиром турнира. Результаты сезона позволили ван Нистелрою номинироваться на «Золотой мяч», заняв в итоговом голосовании 6-е место.
Следующий сезон для ван Нистелроя начался с победы над «Арсеналом» в Суперкубке Англии, несмотря на то, что сам нападающий не реализовал свой удар в послематчевой серии пенальти. В первых двух матчах нового сезона Премьер-лиги нидерландец отметился забитыми голами в ворота «Болтон Уондерерс» и «Ньюкасл Юнайтед». Таким образом, ван Нистелрой побил собственный рекорд, забив голы в десяти матчах чемпионата Англии подряд с учётом результатов прошлого сезона (в 2015 году этот рекорд будет побит нападающим «Лестер Сити» Джейми Варди). 30 января 2004 года ван Нистелрой продлил контракт с «Манчестер Юнайтед» до лета 2008 года. 7 февраля он отметился дублем в ворота «Эвертона», забив 100-й гол за «красных дьяволов». 22 мая 2004 года ван Нистелрой забил два гола (один с пенальти) в ворота «Миллуолла» в финале Кубка Англии и помог команде выиграть трофей (матч закончился победой «Манчестер Юнайтед» со счётом 3:0).
Начало следующего сезона нидерландец пропустил из-за операции по удалению паховой грыжи. 15 сентября 2004 года ван Нистелрой сделал дубль в ворота «Лиона» в матче группового этапа Лиги чемпионов, забив 29-й и 30-й голы за «Манчестер Юнайтед» в этом турнире и побив клубный рекорд Дениса Лоу по этому показателю (в дальнейшем рекорд будет побит Уэйном Руни). В дальнейшем нидерландец в третий раз за карьеру стал лучшим бомбардиром Лиги чемпионов забив восемь голов, в том числе отметившись покером в ворота пражской «Спарты», который стал четвёртым в истории турнира. 24 октября 2004 года ван Нистелрой забил победный гол в ворота «Арсенала», фактически прервав 49-матчевую беспроигрышную серию «канониров» в чемпионате Англии. 27 ноября нападающий получил травму ахиллова сухожилия из-за которой был вынужден пропустить два с половиной месяца. По этой причине он сыграл лишь в 17 матчах сезона в Премьер-лиге и забил в них шесть голов.
В сезоне 2005/06 ван Нистелрой забил 21 гол, став вторым бомбардиром чемпионата после Тьерри Анри. 26 февраля 2006 года главный тренер «Манчестер Юнайтед» Алекс Фергюсон не включил ван Нистелроя в стартовый состав на финальный матч Кубка Футбольной лиги против «Уиган Атлетик», а также не выпустил его на замену по ходу матча, который завершился победой «красных дьяволов» со счётом 4:0. Не согласный с таким решением нападающий позволил себе грубо высказаться в адрес Фергюсона, что вызвало конфликт между тренером и игроком. В дальнейшем Фергюсон неоднократно оставлял ван Нистелроя на скамейке запасных, предпочитая выпускать в стартовом составе Луи Саа, а на матч заключительного тура чемпионата Англии с «Чарльтон Атлетик» и вовсе не включил его в заявку. Узнав об этом, ван Нистелрой покинул «Олд Траффорд» за несколько часов до матча, не попращавшись с болельщиками и партнёрами по команде. Вторая половина сезона также ознаменовалась конфликтом ван Нистелроя с Криштиану Роналду. Его причиной стала произнесённая на тренировке фраза ван Нистелроя, чтобы Роналду «шёл плакаться к своему папочке», имея ввиду ассистента главного тренера Карлуша Кейроша, однако португалец воспринял её буквально и расплакался, так как его отец умер за несколько месяцев до этого.
1 апреля 2006 года ван Нистелрой забил последний гол за «Манчестер Юнайтед», отметившись в матче против «Болтон Уондерерс», а ровно через месяц, 1 мая, сыграл последний матч за команду, отыграв 90 минут против «Мидлсбро». Всего нападающий провёл за «красных дьяволов» 219 матчей и забил 150 голов, занимая по этому показателю 11-е место в истории клуба.

### «Реал Мадрид»

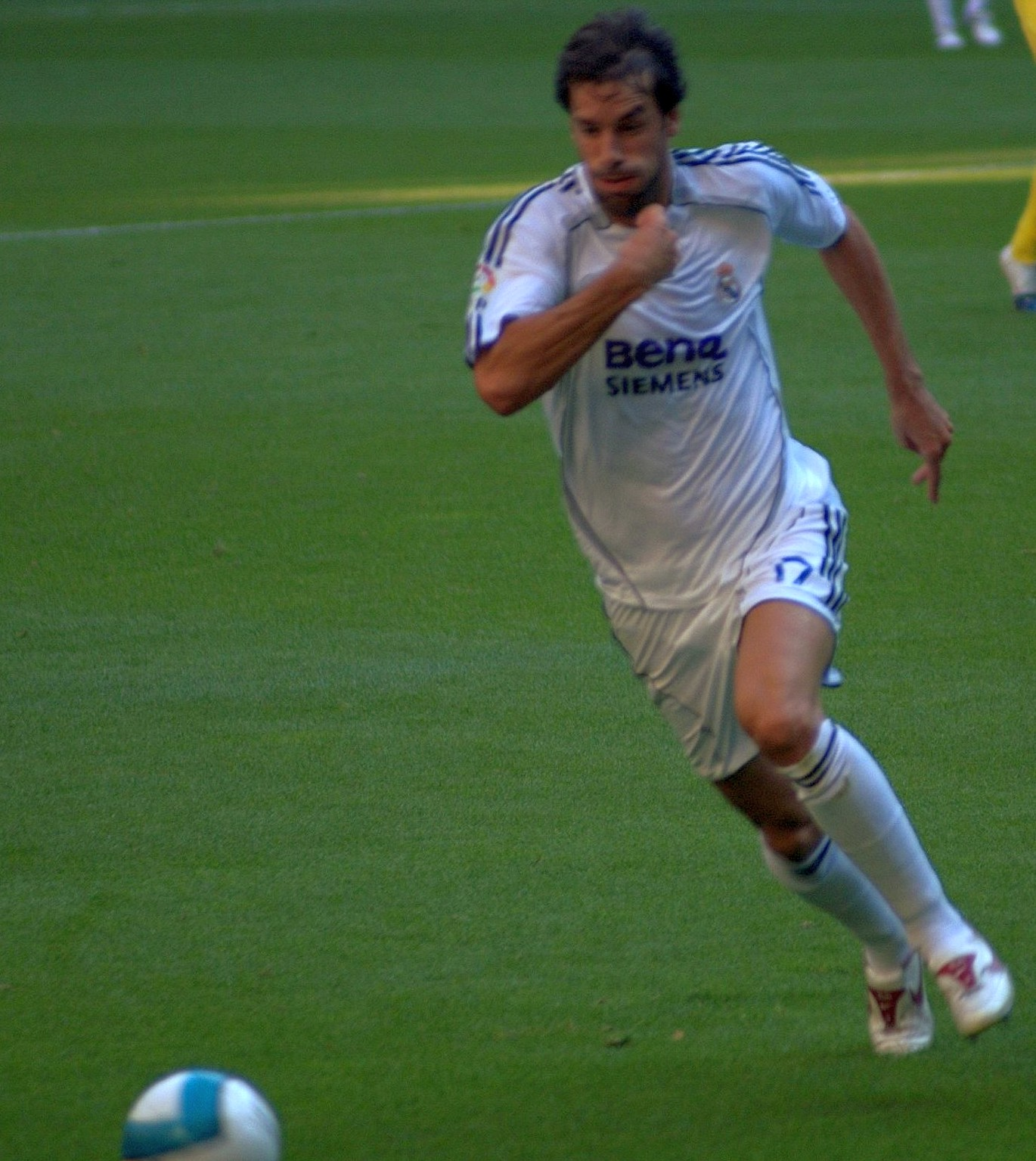
Руд ван Нистелрой в составе «Реал Мадрид»

15 июля 2006 года Алекс Фергюсон объявил о желании ван Нистелроя покинуть «Манчестер Юнайтед». Менее чем через две недели, 27 июля, «Реал Мадрид» о подписании трёхлетнего контракта с нидерландским нападающим, трансфер которого был выкуплен за €14 млн. 27 августа ван Нистелрой провёл первый матч за «сливочных» в рамках первого тура нового сезона Примеры против «Вильярреала», а уже в следующем туре забил первые голы за мадридский клуб, оформив хет-трик в ворота «Леванте». 22 октября 2006 года нападающий сумел отличиться в «Эль-Класико» против «Барселоны», установив окончательный счёт в матче — 2:0. 12 ноября ван Нистелрой оформил покер в ворота «Осасуны». В ответном матче чемпионата Испании против «Барселоны», прошедшем на «Камп Ноу» 11 марта 2007 года, нападающий отличился двумя забитыми голами, а игра завершилась со счётом 3:3. С 22 апреля по 9 июня 2007 года ван Нистелрой отличался на протяжении семи туров Примеры подряд, в которых забил 10 голов. По итогам сезона «Реал Мадрид» выиграл первый за четыре года чемпионский титул, а нидерландец с 25 забитыми голами стал лучшим бомбардиром сезона и вновь был номинирован на «Золотой мяч», заняв 6-е место в итоговом голосовании.
В сезоне 2007/08 ван Нистелрой также являлся основным нападающим мадридского клуба, отличившись в первом круге чемпионата 11 забитыми голами. 10 января 2008 года нападающий продлил контракт с «Реалом» до лета 2010 года. Однако в марте он получил травму лодыжки, из-за которой был вынужден перенести операцию и пропустить два месяца. Вернуться на поле ван Нистелрой сумел лишь за три тура до конца сезона, когда «сливочные» уже защитили чемпионский титул. 7 мая 2008 года он вышел на замену в матче против «Барселоны», а уже через три минуты реализовал пенальти в ворота каталонцев, матч закончился победой «Реала» со счётом 4:1. Всего за сезон ван Нистелрой отметился 20 забитыми голами во всех турнирах, став вторым бомбардиром команды после Рауля.
На старте следующего сезона ван Нистелрой помог «Реалу» одержать победу в Суперкубке Испании, где соперником сливочных была «Валенсия». В первом матче, завершившимся поражением мадридцев со счётом 2:3 нидерландец забил два гола, а в ответном матче при счёте 0:1 в пользу «летучих мышей» реализовал пенальти (матч закончился победой «сливочных» со счётом 4:2). В начале сезона 2008/09 ван Нистелрой отметился четырьмя голами в чемпионате Испании и тремя голами в групповом этапе Лиги чемпионов. 5 ноября 2008 года в матче против «Ювентуса» нападающий получил травму крестообразной связки правого колена и выбыл из строя на срок до девяти месяцев, досрочно завершив сезон.
24 августа 2009 года ван Нистелрой впервые после травмы сыграл за «Реал», выйдя на замену Криштиану Роналду в матче против «Хереса». Всего через две минуты после выхода на поле нападающий сделал голевую передачу на Кака, а ещё через семь минут отличился сам. Однако в эпизоде со взятием ворот нидерландец вновь получил травму, повредив бедро, и выбыв из строя на срок до двух месяцев. Гол в ворота «Хереса» стал последним для ван Нистелроя за мадридский клуб. К тому моменту состав «Реала» помимо Роналду и Кака пополнил также Карим Бензема, что значительно усложнило положение ван Нистелроя. После восстановления от травмы нападающий провёл за «сливочных» лишь три матча. 10 ноября 2009 года он в последний раз вышел на поле в футболке мадридского «Реала», полностью отыграв кубковый матч против «Алькоркона».

### «Гамбург»
23 января 2010 года ван Нистелрой, желая получать больше игрового времени, подписал 18-месячный контракт с «Гамбургом». 6 февраля нидерландец впервые появился на поле в футболке немецкого клуба, выйдя на замену в концовке матча против «Кёльна». В следующем туре Бундеслиги ван Нистелрой отметился дублем в ворота «Штутгарта» и помог своего клубу одержать победу со счётом 3:1, оба своих гола нападающий забил в течение двух минут. Всего до конца сезона ван Нистелрой провёл за «Гамбург» 11 матчей в Бундеслиге, в которых отличился пятью забитыми голами, а также семь матчей в Лиге Европы, забив в них дважды, и помог своему клубу дойти до полуфинала турнира.
Старт следующего сезона для ван Нистелроя начался результативно. Уже в первом матче сезона против клуба «Торгеловер СВ Грейф» в первом раунде Кубка Германии он оформил первый и единственный хет-трик в составе «Гамбурга», который одержал победу со счётом 5:1. В первом матче нового сезона Бундеслиги против «Шальке 04» нападающий оформил дубль, принеся победу своему клубу. Также он отличился в следующем туре, поразив ворота «Айнтрахта». Однако затем результативность ван Нистелроя резко снизилась и до конца сезона он сумел забить лишь четыре гола.
Несмотря на игровой спад, в январе 2011 года ван Нистелрой был близок к возвращению в «Реал Мадрид» на правах аренды до конца сезона, поскольку основные нападающие мадридцев Карим Бензема и Гонсало Игуаин выбыли на длительный срок из-за травм. Заинтересованность в трансфере выражал как главный тренер «сливочных» Жозе Моуринью, так и сам ван Нистелрой. Однако руководство «Гамбурга» отказалось отпускать нападающего в аренду. 16 апреля 2011 года в матче против клуба «Ганновер 96» ван Нистелрой получил очередную травму, повредив икроножную мышцу, из-за чего был вынужден пропустить концовку сезона. Несмотря на это, нападающий появился на поле в концовке матча заключительного тура Бундеслиги против мёнхенгладбахской «Боруссии», где отметился голевой передачей на Эниса Бен-Хатира. Для нидерландского нападающего этот матч стал последним в составе «Гамбурга».

### «Малага»
1 июня 2011 года ван Нистелрой на правах свободного агента подписал контракт с испанским клубом «Малага» сроком на один год с возможностью продления на аналогичный период. Презентацию нападающего посетили более 15 000 болельщиков «Малаги». 29 августа 2011 года ван Нистелрой дебютировал в составе андалусского клуба в матче первого тура чемпионата Испании против «Севильи», однако первый гол за новый клуб он сумел забить лишь в рамках 7-го тура, поразив ворота «Хетафе». До конца сезона ван Нистелрой сумел отличиться ещё тремя голами, забитыми в ворота хихонского «Спортинга», «Эспаньола» и «Расинга», причём гол в ворота «зелёно-белых» 9 апреля 2012 года стал последним в карьере нападающего. 13 мая 2012 года нидерландец провёл последний матч в карьере, выйдя на замену Саломона Рондона в концовке заключительного матча сезона против хихонского «Спортинга». На следующий день после окончания сезона ван Нистелрой объявил о завершении карьеры.

## Карьера в сборной
Ван Нистелрой провёл четыре матча за молодёжную сборную Нидерландов.
18 ноября 1998 нападающий дебютировал за основную сборную Нидерландов в товарищеском матче против сборной Германии, завершившемся со счётом 1:1. 28 апреля 1999 года в товарищеском матче против сборной Марокко ван Нистелрой забил первый гол за сборную (игра завершилась поражением нидерландцев со счётом 1:2). Первоначально ван Нистелрой принимал участие лишь в товарищеских матчах сборной, проигрывая конкуренцию более опытным партнёрам. Рассматривался в качестве кандидата в сборную для участия на Евро-2000, однако из-за полученной травмы крестообразной связки был вынужден пропустить турнир.
В апреле 2001 года ван Нистелрой вернулся в состав сборной и принял участие в пяти матчах отборочного турнира чемпионата мира 2002 года, забив в них шесть голов и став лучшим бомбардиром своей команды. Однако квалифицироваться в финальную часть «мундиаля» сборная Нидерландов не сумела, уступив два первых места в группе сборным Португалии и Ирландии.
В отборочном турнире к Евро-2004 ван Нистелрой являлся одним из основных нападающих сборной Нидерландов, однако отличился лишь двумя забитыми голами. Нидерландцы не сумели квалифицироваться на турнир напрямую, уступив путёвку на чемпионат Европы сборной Чехии и были вынуждены играть стыковые матчи со сборной Шотландии. В первом матче нидерландцы уступили со счётом 0:1, но во втором разгромили соперников со счётом 6:0, а ван Нистелрой оформил хет-трик. На чемпионате Европы ван Нистелрой сумел отличиться во всех трёх матчах группового этапа, забив по голу в матчах против сборных Германии (1:1) и Чехии (2:3), а в матче против команды Латвии (3:0) оформил дубль. В четвертьфинальном матче против сборной Швеции ван Нистелрой реализовал свой удар в серии пенальти, чем помог одержать победу своей команде. В полуфинале турнира нидерландцы уступили сборной Португалии со счётом 1:2. По итогам чемпионата Европы ван Нистелрой стал (совместно с Уэйном Руни) вторым бомбардиром турнира и был включён в его символическую сборную.

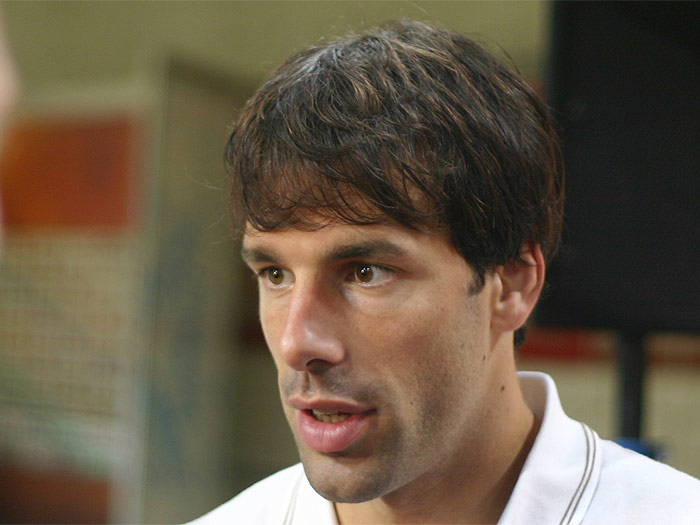
Ван Нистелрой в расположении сборной Нидерландов в 2006 году

Ван Нистелрой принял участие в десяти матчах квалификации чемпионата мира 2006 года, отличившись в них семью забитыми голами, и помог сборной Нидерландов отобраться на турнир напрямую. В финальной части чемпионата мира ван Нистелрой принял участие во всех трёх матчах группового этапа и отличился забитым голом в матче против сборной Кот-д’Ивуара. Однако на матч 1/8 финала против сборной Португалии главный тренер сборной Нидерландов Марко ван Бастен неожиданно оставил ван Нистелроя на скамейке запасных. В результате нидерландцы уступили со счётом 0:1 и завершили выступление на чемпионате мира, а нападающий на поле так и не появился.
После чемпионата мира ван Нистелрой не был вызван в национальную команду на товарищеский матч против сборной Ирландии, а также на сентябрьские матчи отборочного турнира Евро-2008. В дальнейшем нападающий сам отказался от вызова в сборную, когда ему было предложено заменить травмированного Класа-Яна Хюнтелара. 23 января 2007 года ван Нистелрой объявил о завершении карьеры в национальной сборной из-за разногласий с главным тренером команды Марко ван Бастеном. Однако спустя несколько месяцев конфликт ван Нистелроя и ван Бастена был исчерпан при содействии капитана команды Эдвина ван дер Сара, после чего нападающий вернулся в сборную. В сентябре 2007 года он забил по голу в ворота сборных Болгарии и Албании в отборочных матчах чемпионата Европы.
Ван Нистелрой был включён в заявку сборной Нидерландов на Евро-2008, где сумел открыть счёт в первом матче против действующего чемпиона мира сборной Италии, в результате нидерландцы одержали победу со счётом 3:0. В четвертьфинале против сборной России ван Нистелрой за несколько минут до конца матча сравнял счёт, переведя игру в дополнительное время, в котором нидерландцы сенсационно уступили со счётом 1:3 и покинули турнир. 4 августа 2008 года ван Нистелрой вновь объявил о своём уходе из сборной.
Несмотря на это, ван Нистелрой из-за травм основных нападающих был вызван в состав сборной для участия в отборочном турнире к Евро-2012, появившись на поле в пяти матчах. 29 марта 2011 года ван Нистелрой провёл последний матч в составе сборной Нидерландов, выйдя на второй тайм против сборной Венгрии и отметившись забитым голом. Всего в составе сборной Нидерландов ван Нистелрой провёл 70 матчей и забил 35 голов.

## Тренерская карьера
В марте 2014 было объявлено, что ван Нистелрой станет одним из ассистентов Гуса Хиддинка в сборной Нидерландов. После отставки Хиддинка продолжил работу под руководством Данни Блинда, однако летом 2016 года решил перейти на клубную работу. 1 марта 2020 года вновь вошёл в тренерский штаб сборной, ассистируя Франку де Буру на Евро-2020.
Летом 2016 года начал работу в ПСВ, где работал тренером нападающих в молодёжных и юношеских командах, а также главным тренером некоторых из них. 31 марта 2022 года пресс-служба ПСВ объявила о том, что с начала следующего сезона ван Нистелрой займет пост главного тренера команды. В первом матче под руководством нового тренера ПСВ выиграл Суперкубок Нидерландов, со счётом 5:3 переиграв «Аякс». По итогам сезона ван Нистелрой также привёл команду к победе в национальном кубке, в финале которого вновь был обыгран «Аякс». Однако 24 мая 2023 года, за тур до конца сезона в Эредивизе, ван Нистелрой покинул пост главного тренера ПСВ, обосновав своё решение отсутствием доверия между ним и руководством клуба.
11 июля 2024 года ван Нистелрой вошёл в тренерский штаб «Манчестер Юнайтед» в качестве ассистента главного тренера команды Эрика тен Хага. В период с 28 октября по 11 ноября 2024 года нидерландец исполнял обязанности главного тренера команды после отставки тен Хага. Под его руководством «Манчестер Юнайтед» провёл четыре матча, одержав в них три победы и один раз сыграв вничью. После назначения на пост главного тренера Рубена Аморима ван Нистелрой покинул «Манчестер Юнайтед».
29 ноября 2024 года был назначен главным тренером английского клуба «Лестер Сити», подписав контракт до июня 2027 года. В первом матче под руководством ван Нистелроя «Лестер Сити» со счётом 3:1 победил «Вест Хэм Юнайтед», однако после этого одержал ещё лишь одну победу в чемпионате, и 20 апреля 2025 года, за пять туров до конца сезона, досрочно покинул Премьер-лигу, потерпев очередное поражение от лидера турнира «Ливерпуля». 27 июня ван Нистелрой покинул пост главного тренера «Лестера Сити» по причине несоответствующих результатов команды за сезон.

## Достижения

### В качестве игрока

#### Командные
ПСВ
- Чемпион Нидерландов (2): 1999/00, 2000/01
- Обладатель Суперкубка Нидерландов: 1998

«Манчестер Юнайтед»
- Чемпион Англии: 2002/03
- Обладатель Кубка Англии: 2003/04
- Обладатель Суперкубка Англии: 2003
- Обладатель Кубка Английской лиги: 2005/06

«Реал Мадрид»
- Чемпион Испании (2): 2006/07, 2007/08
- Обладатель Суперкубка Испании: 2008

#### Индивидуальные
- Футболист года в Нидерландах (2): 1999, 2000
- Лучший бомбардир чемпионата Нидерландов (2): 1998/99 (31 гол), 1999/00 (29 голов)
- Игрок месяца английской Премьер-лиги (3): декабрь 2001, февраль 2002, апрель 2003
- Лучший бомбардир Лиги чемпионов УЕФА (3): 2001/02, 2002/03, 2004/05
- Игрок года по версии футболистов ПФА: 2001/02
- Игрок года по версии болельщиков ПФА: 2002
- Обладатель Приз сэра Мэтта Басби лучшему игроку года (2): 2001/02, 2002/03
- Игрок сезона английской Премьер-лиги: 2002/03
- Лучший бомбардир английской Премьер-лиги: 2002/03 (25 голов)
- Лучший нападающий сезона по версии УЕФА: 2002/03
- Обладатель приза IFFHS лучшему бомбардиру мира в международных матчах: 2002[79]
- Входит в состав символической сборной года по версии УЕФА: 2003
- Входит в состав символической сборной Евро-2004 по версии УЕФА
- Входит в список ФИФА 100: 2004
- Лучший бомбардир чемпионата Испании: 2006/07 (25 голов)
- Лучший бомбардир 2001—2010 годов по версии IFFHS: 2012[80]
- Рекордсмен сборной Нидерландов по количеству голов на чемпионатах Европы: 6 голов[81]

### В качестве тренера

#### Командные
ПСВ
- Обладатель Кубка Нидерландов: 2022/23
- Обладатель Суперкубка Нидерландов: 2022

## Статистика выступлений

### Обзор карьеры
| Команда           | Период           | Официальные матчи | Официальные матчи | Неофициальные матчи | Неофициальные матчи | Итого | Итого |
| Команда           | Период           | Игры              | Голы              | Игры                | Голы                | Игры  | Голы  |
| ----------------- | ---------------- | ----------------- | ----------------- | ------------------- | ------------------- | ----- | ----- |
| Ден Босх          | 1993—1997        | 82                | 19                | 3+                  | 3+                  | 85+   | 22+   |
| Херенвен          | 1997—1998        | 41                | 16                | 3+                  | 5+                  | 44+   | 21+   |
| ПСВ               | 1998—2001        | 90                | 77                | 15+                 | 21+                 | 105+  | 98+   |
| Манчестер Юнайтед | 2001—2006        | 219               | 150               | 24                  | 25                  | 243   | 175   |
| Реал Мадрид       | 2006—2010        | 96                | 64                | 16                  | 6                   | 112   | 70    |
| Гамбург           | 2010—2011        | 44                | 17                | 10                  | 12                  | 54    | 29    |
| Малага            | 2011—2012        | 32                | 5                 | 8                   | 7                   | 40    | 12    |
| Нидерланды        | 1998—2011        | 70                | 35                | 0                   | 0                   | 70    | 35    |
| Йонг ПСВ          | 2001             | -                 | -                 | 3+                  | 4+                  | 3+    | 4+    |
| Прочие            | 2003—2017        | -                 | -                 | 4                   | 4                   | 4     | 4     |
| Всего за карьеру  | Всего за карьеру | 674               | 383               | 86+                 | 87+                 | 760+  | 470+  |

### Клубная карьера
| Клуб              | Сезон            | Лига | Лига | Кубки | Кубки | Еврокубки | Еврокубки | Прочие | Прочие | Итого | Итого | Товарищеские матчи | Товарищеские матчи | Всего | Всего |
| Клуб              | Сезон            | Игры | Голы | Игры  | Голы  | Игры      | Голы      | Игры   | Голы   | Игры  | Голы  | Игры               | Голы               | Игры  | Голы  |
| ----------------- | ---------------- | ---- | ---- | ----- | ----- | --------- | --------- | ------ | ------ | ----- | ----- | ------------------ | ------------------ | ----- | ----- |
| Ден Босх          | 1993/94          | 2    | 0    | 0     | 0     | -         | -         | 0      | 0      | 2     | 0     | ?                  | ?                  | ?     | ?     |
| Ден Босх          | 1994/95          | 15   | 3    | 4     | 2     | -         | -         | 0      | 0      | 19    | 5     | ?                  | ?                  | ?     | ?     |
| Ден Босх          | 1995/96          | 21   | 2    | 2     | 0     | -         | -         | 6      | 0      | 29    | 2     | 2+                 | 2+                 | 31+   | 4+    |
| Ден Босх          | 1996/97          | 31   | 12   | 1     | 0     | -         | -         | 0      | 0      | 32    | 12    | 1+                 | 1+                 | 33+   | 12+   |
| Ден Босх          | Итого            | 69   | 17   | 7     | 2     | 0         | 0         | 6      | 0      | 82    | 19    | 3+                 | 3+                 | 85+   | 22+   |
| Херенвен          | 1997/98          | 31   | 13   | 6     | 3     | 4         | 0         | 0      | 0      | 41    | 16    | 3+                 | 5+                 | 44+   | 21+   |
| Херенвен          | Итого            | 31   | 13   | 6     | 3     | 4         | 0         | 0      | 0      | 41    | 16    | 3+                 | 5+                 | 44+   | 21+   |
| ПСВ               | 1998/99          | 34   | 31   | 4     | 4     | 7         | 6         | 1      | 0      | 46    | 41    | 7+                 | 12+                | 53+   | 53+   |
| ПСВ               | 1999/00          | 23   | 29   | 1     | 0     | 8         | 3         | 0      | 0      | 32    | 32    | 8+                 | 9+                 | 40+   | 41+   |
| ПСВ               | 2000/01          | 10   | 2    | 2     | 2     | 0         | 0         | 0      | 0      | 12    | 4     | ?                  | ?                  | ?     | ?     |
| ПСВ               | Итого            | 67   | 62   | 7     | 6     | 15        | 9         | 1      | 0      | 90    | 77    | 15+                | 21+                | 105+  | 98+   |
| Манчестер Юнайтед | 2001/02          | 32   | 23   | 2     | 2     | 14        | 10        | 1      | 1      | 49    | 36    | 5                  | 5                  | 54    | 41    |
| Манчестер Юнайтед | 2002/03          | 34   | 25   | 7     | 5     | 11        | 14        | 0      | 0      | 52    | 44    | 7                  | 8                  | 59    | 52    |
| Манчестер Юнайтед | 2003/04          | 32   | 20   | 4     | 6     | 7         | 4         | 1      | 0      | 44    | 30    | 5                  | 4                  | 49    | 34    |
| Манчестер Юнайтед | 2004/05          | 17   | 6    | 3     | 2     | 7         | 8         | 0      | 0      | 27    | 16    | 1                  | 0                  | 28    | 16    |
| Манчестер Юнайтед | 2005/06          | 35   | 21   | 4     | 1     | 8         | 2         | 0      | 0      | 47    | 24    | 6                  | 8                  | 53    | 32    |
| Манчестер Юнайтед | Итого            | 150  | 95   | 20    | 16    | 47        | 38        | 2      | 1      | 219   | 150   | 24                 | 25                 | 243   | 175   |
| Реал Мадрид       | 2006/07          | 37   | 25   | 3     | 2     | 7         | 6         | 0      | 0      | 47    | 33    | 6                  | 4                  | 53    | 37    |
| Реал Мадрид       | 2007/08          | 24   | 16   | 1     | 0     | 7         | 4         | 1      | 0      | 33    | 20    | 2                  | 1                  | 35    | 21    |
| Реал Мадрид       | 2008/09          | 6    | 4    | 0     | 0     | 4         | 3         | 2      | 3      | 12    | 10    | 7                  | 1                  | 19    | 11    |
| Реал Мадрид       | 2009/10          | 1    | 1    | 2     | 0     | 1         | 0         | 0      | 0      | 4     | 1     | 1                  | 0                  | 5     | 1     |
| Реал Мадрид       | Итого            | 68   | 46   | 6     | 2     | 19        | 13        | 3      | 3      | 96    | 64    | 16                 | 6                  | 112   | 70    |
| Гамбург           | 2009/10          | 11   | 5    | 0     | 0     | 7         | 2         | 0      | 0      | 18    | 7     | 0                  | 0                  | 18    | 7     |
| Гамбург           | 2010/11          | 25   | 7    | 1     | 3     | 0         | 0         | 0      | 0      | 26    | 10    | 10                 | 12                 | 36    | 22    |
| Гамбург           | Итого            | 36   | 12   | 1     | 3     | 7         | 2         | 0      | 0      | 44    | 17    | 10                 | 12                 | 54    | 29    |
| Малага            | 2011/12          | 28   | 4    | 4     | 1     | 0         | 0         | 0      | 0      | 32    | 5     | 8                  | 7                  | 40    | 12    |
| Малага            | Итого            | 28   | 4    | 4     | 1     | 0         | 0         | 0      | 0      | 32    | 5     | 8                  | 7                  | 40    | 12    |
| Всего за карьеру  | Всего за карьеру | 449  | 249  | 51    | 33    | 92        | 62        | 12     | 4      | 604   | 348   | 79+                | 79+                | 683+  | 427+  |

### Матчи за сборную Нидерландов
| Матчи и голы ван Нистелроя за сборную Нидерландов | Матчи и голы ван Нистелроя за сборную Нидерландов | Матчи и голы ван Нистелроя за сборную Нидерландов | Матчи и голы ван Нистелроя за сборную Нидерландов | Матчи и голы ван Нистелроя за сборную Нидерландов | Матчи и голы ван Нистелроя за сборную Нидерландов |
| ------------------------------------------------- | ------------------------------------------------- | ------------------------------------------------- | ------------------------------------------------- | ------------------------------------------------- | ------------------------------------------------- |
| №                                                 | Дата                                              | Соперник                                          | Счёт                                              | Голы ван Нистелроя                                | Соревнование                                      |
| 1                                                 | 18 ноября 1998                                    | Германия                                          | 1:1                                               | -                                                 | Товарищеский матч                                 |
| 2                                                 | 10 февраля 1999                                   | Португалия                                        | 0:0                                               | -                                                 | Товарищеский матч                                 |
| 3                                                 | 28 апреля 1999                                    | Марокко                                           | 1:2                                               | 1                                                 | Товарищеский матч                                 |
| 4                                                 | 5 июня 1999                                       | Бразилия                                          | 2:2                                               | -                                                 | Товарищеский матч                                 |
| 5                                                 | 8 июня 1999                                       | Бразилия                                          | 1:3                                               | -                                                 | Товарищеский матч                                 |
| 6                                                 | 18 августа 1999                                   | Дания                                             | 0:0                                               | -                                                 | Товарищеский матч                                 |
| 7                                                 | 4 сентября 1999                                   | Бельгия                                           | 5:5                                               | -                                                 | Товарищеский матч                                 |
| 8                                                 | 9 октября 1999                                    | Бразилия                                          | 2:2                                               | -                                                 | Товарищеский матч                                 |
| 9                                                 | 13 ноября 1999                                    | Чехия                                             | 1:1                                               | -                                                 | Товарищеский матч                                 |
| 10                                                | 23 февраля 2000                                   | Германия                                          | 2:1                                               | -                                                 | Товарищеский матч                                 |
| 11                                                | 25 апреля 2001                                    | Кипр                                              | 4:0                                               | 1                                                 | Отборочные матчи ЧМ-2002                          |
| 12                                                | 2 июня 2001                                       | Эстония                                           | 4:2                                               | 2                                                 | Отборочные матчи ЧМ-2002                          |
| 13                                                | 15 августа 2001                                   | Англия                                            | 2:0                                               | 1                                                 | Товарищеский матч                                 |
| 14                                                | 1 сентября 2001                                   | Ирландия                                          | 0:1                                               | -                                                 | Отборочные матчи ЧМ-2002                          |
| 15                                                | 5 сентября 2001                                   | Эстония                                           | 5:0                                               | 1                                                 | Отборочные матчи ЧМ-2002                          |
| 16                                                | 6 октября 2001                                    | Андорра                                           | 4:0                                               | 2                                                 | Отборочные матчи ЧМ-2002                          |
| 17                                                | 10 ноября 2001                                    | Дания                                             | 1:1                                               | -                                                 | Товарищеский матч                                 |
| 18                                                | 13 февраля 2002                                   | Англия                                            | 1:1                                               | -                                                 | Товарищеский матч                                 |
| 19                                                | 21 августа 2002                                   | Норвегия                                          | 1:0                                               | -                                                 | Товарищеский матч                                 |
| 20                                                | 7 сентября 2002                                   | Беларусь                                          | 3:0                                               | -                                                 | Отборочные матчи ЧЕ-2004                          |
| 21                                                | 20 ноября 2002                                    | Германия                                          | 3:1                                               | 1                                                 | Товарищеский матч                                 |
| 22                                                | 12 февраля 2003                                   | Аргентина                                         | 1:0                                               | -                                                 | Товарищеский матч                                 |
| 23                                                | 29 марта 2003                                     | Чехия                                             | 1:1                                               | 1                                                 | Отборочные матчи ЧЕ-2004                          |
| 24                                                | 2 апреля 2003                                     | Молдова                                           | 2:1                                               | 1                                                 | Отборочные матчи ЧЕ-2004                          |
| 25                                                | 7 июня 2003                                       | Беларусь                                          | 2:0                                               | -                                                 | Отборочные матчи ЧЕ-2004                          |
| 26                                                | 20 августа 2003                                   | Бельгия                                           | 1:1                                               | -                                                 | Товарищеский матч                                 |
| 27                                                | 10 сентября 2003                                  | Чехия                                             | 1:3                                               | -                                                 | Отборочные матчи ЧЕ-2004                          |
| 28                                                | 15 ноября 2003                                    | Шотландия                                         | 0:1                                               | -                                                 | Отборочные матчи ЧЕ-2004                          |
| 29                                                | 19 ноября 2003                                    | Шотландия                                         | 6:0                                               | 3                                                 | Отборочные матчи ЧЕ-2004                          |
| 30                                                | 18 февраля 2004                                   | США                                               | 1:0                                               | -                                                 | Товарищеский матч                                 |
| 31                                                | 29 мая 2004                                       | Бельгия                                           | 0:1                                               | -                                                 | Товарищеский матч                                 |
| 32                                                | 1 июня 2004                                       | Фарерские острова                                 | 3:0                                               | -                                                 | Товарищеский матч                                 |
| 33                                                | 5 июня 2004                                       | Ирландия                                          | 0:1                                               | -                                                 | Товарищеский матч                                 |
| 34                                                | 15 июня 2004                                      | Германия                                          | 1:1                                               | 1                                                 | Финальные матчи ЧЕ-2004                           |
| 35                                                | 19 июня 2004                                      | Чехия                                             | 2:3                                               | 1                                                 | Финальные матчи ЧЕ-2004                           |
| 36                                                | 23 июня 2004                                      | Латвия                                            | 3:0                                               | 2                                                 | Финальные матчи ЧЕ-2004                           |
| 37                                                | 26 июня 2004                                      | Швеция                                            | 0:0                                               | -                                                 | Финальные матчи ЧЕ-2004                           |
| 38                                                | 30 июня 2004                                      | Португалия                                        | 1:2                                               | -                                                 | Финальные матчи ЧЕ-2004                           |
| 39                                                | 13 октября 2004                                   | Финляндия                                         | 3:1                                               | 2                                                 | Отборочные матчи ЧМ-2006                          |
| 40                                                | 17 ноября 2004                                    | Андорра                                           | 3:0                                               | -                                                 | Отборочные матчи ЧМ-2006                          |
| 41                                                | 26 марта 2005                                     | Румыния                                           | 2:0                                               | -                                                 | Отборочные матчи ЧМ-2006                          |
| 42                                                | 30 марта 2005                                     | Армения                                           | 2:0                                               | 1                                                 | Отборочные матчи ЧМ-2006                          |
| 43                                                | 4 июня 2005                                       | Румыния                                           | 2:0                                               | -                                                 | Отборочные матчи ЧМ-2006                          |
| 44                                                | 8 июня 2005                                       | Финляндия                                         | 4:0                                               | 1                                                 | Отборочные матчи ЧМ-2006                          |
| 45                                                | 17 августа 2005                                   | Германия                                          | 2:2                                               | -                                                 | Товарищеский матч                                 |
| 46                                                | 3 сентября 2005                                   | Армения                                           | 1:0                                               | 1                                                 | Отборочные матчи ЧМ-2006                          |
| 47                                                | 7 сентября 2005                                   | Андорра                                           | 4:0                                               | 2                                                 | Отборочные матчи ЧМ-2006                          |
| 48                                                | 8 октября 2005                                    | Чехия                                             | 2:0                                               | -                                                 | Отборочные матчи ЧМ-2006                          |
| 49                                                | 12 октября 2005                                   | Македония                                         | 0:0                                               | -                                                 | Отборочные матчи ЧМ-2006                          |
| 50                                                | 27 мая 2006                                       | Камерун                                           | 1:0                                               | 1                                                 | Товарищеский матч                                 |
| 51                                                | 4 июня 2006                                       | Австралия                                         | 1:1                                               | 1                                                 | Товарищеский матч                                 |
| 52                                                | 11 июня 2006                                      | Сербия и Черногория                               | 1:0                                               | -                                                 | Финальные матчи ЧМ-2006                           |
| 53                                                | 16 июня 2006                                      | Кот-д’Ивуар                                       | 2:1                                               | 1                                                 | Финальные матчи ЧМ-2006                           |
| 54                                                | 21 июня 2006                                      | Аргентина                                         | 0:0                                               | -                                                 | Финальные матчи ЧМ-2006                           |
| 55                                                | 22 августа 2007                                   | Швейцария                                         | 1:2                                               | -                                                 | Товарищеский матч                                 |
| 56                                                | 8 сентября 2007                                   | Болгария                                          | 2:0                                               | 1                                                 | Отборочные матчи ЧЕ-2008                          |
| 57                                                | 12 сентября 2007                                  | Албания                                           | 1:0                                               | 1                                                 | Отборочные матчи ЧЕ-2008                          |
| 58                                                | 13 октября 2007                                   | Румыния                                           | 0:1                                               | -                                                 | Отборочные матчи ЧЕ-2008                          |
| 59                                                | 17 ноября 2007                                    | Люксембург                                        | 1:0                                               | -                                                 | Отборочные матчи ЧЕ-2008                          |
| 60                                                | 29 мая 2008                                       | Дания                                             | 1:1                                               | 1                                                 | Товарищеский матч                                 |
| 61                                                | 1 июня 2008                                       | Уэльс                                             | 2:0                                               | -                                                 | Товарищеский матч                                 |
| 62                                                | 9 июня 2008                                       | Италия                                            | 3:0                                               | 1                                                 | Финальные матчи ЧЕ-2008                           |
| 63                                                | 13 июня 2008                                      | Франция                                           | 4:1                                               | -                                                 | Финальные матчи ЧЕ-2008                           |
| 64                                                | 21 июня 2008                                      | Россия                                            | 1:3                                               | 1                                                 | Финальные матчи ЧЕ-2008                           |
| 65                                                | 3 сентября 2010                                   | Сан-Марино                                        | 5:0                                               | 1                                                 | Отборочные матчи ЧЕ-2012                          |
| 66                                                | 7 сентября 2010                                   | Финляндия                                         | 2:1                                               | -                                                 | Отборочные матчи ЧЕ-2012                          |
| 67                                                | 12 октября 2010                                   | Швеция                                            | 4:1                                               | -                                                 | Отборочные матчи ЧЕ-2012                          |
| 68                                                | 9 февраля 2011                                    | Австрия                                           | 3:1                                               | -                                                 | Товарищеский матч                                 |
| 69                                                | 25 марта 2011                                     | Венгрия                                           | 4:0                                               | -                                                 | Отборочные матчи ЧЕ-2012                          |
| 70                                                | 29 марта 2011                                     | Венгрия                                           | 5:3                                               | 1                                                 | Отборочные матчи ЧЕ-2012                          |

Итого: 70 матчей / 35 голов; 40 побед, 18 ничьих, 12 поражений.

## Тренерская статистика
Данные актуальны по состоянию на 18 мая 2025 года
| Команда                   | Начало работы   | Завершение работы | Показатели | Показатели | Показатели | Показатели | Показатели | Показатели | Показатели | Показатели | Ист.   |
| Команда                   | Начало работы   | Завершение работы | И          | В          | Н          | П          | МЗ         | МП         | РМ         | % побед    | Ист.   |
| ------------------------- | --------------- | ----------------- | ---------- | ---------- | ---------- | ---------- | ---------- | ---------- | ---------- | ---------- | ------ |
| Йонг ПСВ                  | 1 июня 2021     | 18 мая 2022       | 38         | 11         | 11         | 16         | 61         | 63         | −2         | 028,95     | [ 86 ] |
| ПСВ                       | 19 мая 2022     | 24 мая 2023       | 51         | 33         | 10         | 8          | 126        | 60         | +66        | 064,71     | [ 87 ] |
| Манчестер Юнайтед (врем.) | 28 октября 2024 | 11 ноября 2024    | 4          | 3          | 1          | 0          | 11         | 3          | +8         | 075,00     | [ 88 ] |
| Лестер Сити               | 1 декабря 2024  | 27 июня 2025      | 26         | 5          | 3          | 18         | 24         | 55         | −31        | 019,23     |        |
| Итого                     | Итого           | Итого             | 119        | 52         | 25         | 42         | 222        | 179        | +43        | 043,70     | —      |

## Личная жизнь
10 июля 2004 года Руд женился на своей подруге — 24-летней манекенщице Леонтин Слатс.
26 сентября 2006 года у пары родилась дочь Моа Аннетт, а 22 марта 2008 года — сын Лиам.

## Общественная деятельность
Руд ван Нистелрой и его жена приняли активное участие в деятельности международной организации «Детские деревни — SOS», существующей с 1949 года и направленной на защиту прав и интересов детей. 1 сентября 2001 года ван Нистелрой был официально назначен послом от ФИФА в помощь этой благотворительной организации в Нидерландах.
Во время чемпионата мира по футболу 2014 года ван Нистелрой работал аналитиком в студии ESPN.